# Dmytryj Yw
Dmytryj Yw (ukrainisch Дмитрий Ив; wiss. Transliteration Dmytryj Yv) ist ein ukrainischer Bildhauer und Designer.

## Leben
Seine Werke wurden erfolgreich bei internationalen Wettbewerben und Ausstellungen in Europa und den USA ausgestellt, seine Skulpturen schmücken Parks in verschiedenen Städten der Ukraine und in Europa.
Im Zuge des russischen militärischen Angriffs auf die Ukraine fand seine für kurze Zeit in Kiew aufgestellte Putin-Statue Zaстрелись (Erschieß Dich!) auch in westlichen Medien Beachtung. Dabei handelt es sich um die Skulptur eines Kopfes mit einer Pistole im Mund.